# One Small Hitch
One Small Hitch (en español: Un encuentro prometedor) es una película de romance y comedia estrenada el 8 de noviembre de 2012 dirigida por John Burgess.

## Sinopsis
Molly Mahoney está a punto de viajar de Los Ángeles a Chicago por unas semanas para asistir a la boda de su madre, Doreen Mahoney. Cuando habla con su familia por teléfono Molly les dice que va a llevar con ella a su novio, sintiendo que sus padres estarían decepcionados de él, Molly miente y les dice que está en una banda pero no les dice ni su nombre, sin embargo antes de abordar descubre gracias a dos amigos de su novio, que este está casado y lo deja. 
Molly termina llorando en el hombro de su amigo de la infancia Josh Shiffman, quien también va a Chicago para asistir a la boda. Emocionalmente agotada Molly se queda dormida en los brazos de Josh, mientras tanto él recibe una llamada de su madre, Frida Shiffman, quien le dice que su padre Max Shiffman se está muriendo de cáncer y que los médicos le han dado máximo seis meses de vida, y que su único pesar es que nunca pueda llegar a conocer a la mujer que un día se convertiría en la esposa de su hijo. Desesperado por cumplir el último deseo de su padre y hacerlo feliz, Josh entra en pánico y le dice a su madre que ya ha conocido a esa mujer y que es Molly, lo que deja encantados a sus padres. Molly despierta cuando están a bordo del avión y Josh le revela su plan, lo que enfurece a Molly y le dice que cuando aterricen le va a decir la verdad a sus padres, sin embargo cuando Josh le revela a Molly la razón por la que lo hizo y ella acepta ayudarlo.
Sin embargo cuando aterrizan descubren que sus padres le han contado todo a sus familiares y amigos quienes los están esperando en el aeropuerto para felicitarlos, la familia de Molly está encantada que el "hombre misterioso" hubiera resultado ser Josh, mientras que Max está encantado que su hijo "playboy" finalmente se estuviera estableciendo con una joven agradable y que han conocido todas sus vidas. Todo esto ocasiona que Molly entre en pánico y le dice a Josh que no puede seguir con el plan, sin embargo luego de hablar con ella logra convencerla de seguir interpretando a su prometida.
Sin embargo las cosas comienzan a salir de control rápidamente mientras planean su boda falsa, cuando Josh y Molly comienzan a enamorarse de verdad. Durante la boda de su madre, Josh le da el anillo de su abuela a Molly para que lo use, en la boda Josh se encuentra con Giselle Brousard, una antigua novia y cuando le revela la verdad sobre el compromiso falso, comienza una relación de amigos con beneficios, lo que ocasiona que Molly se ponga celosa. Molly le cuenta la verdad a Carla, quien le pregunta porqué está celosa de Giselle si el compromiso con Josh es falso, por lo que Molly le revela que se ha enamorado de él. 
Poco después Max y Frida le piden a Josh y Molly que se queden un poco más y los ayuden con la tienda de marcos de la familia, ya que la salud de Max se está deteriorando. Ambos acceden al mismo tiempo que planean su boda, mientras tanto Josh ve a Giselle y Molly comienza a salir con otros hombres, lo que ocasiona que Josh se ponga celoso. Cuando Frida lo ve besando a Giselle, comienza a hacerle una serie de comentarios con doble sentido. Unos días después cuando Max le pregunta a Josh si en realidad es feliz con Molly y le dice que el amor verdadero significa que puedes ser tú mismo con la otra persona, Josh le dice que se siente muy cómodo con Molly que con cualquier otra persona y puede ser él mismo con ella, más tarde esa misma noche las mujeres de la familia y amigas le hacen una despedida de soltera a Molly y cuando regresa le muestra a Josh lo que le han regalado y terminan teniendo relaciones.
Durante la degustación de la comida para la boda finalmente Molly sintiendo el peso de todo, explota y decide cancelar todo y se va, cuando Josh la sigue Molly le revela que no puede seguir con la mentira ya que se ha enamorado de verdad de él. Josh va a ver a Giselle y le cuenta lo sucedido, también le dice que no puede dejar de pensar en Molly y que está enamorado de ella, y decide terminar con Giselle, quien le dice que entiende lo que dice y que debería de decirle a Molly lo que siente.
Unos minutos después Max comienza a tener problemas de salud y Frida pensando que está sufriendo un ataque al corazón lo llevan al hospital y les hablan a Josh, Molly, Sean y Carla para avisarles sobre lo sucedido. En el hospital el médico les dice que Max sólo había sufrido de acidez por haber comido mucho, lo que alivia a todos. Cuando Josh llega al hospital con Giselle, todos se enfurecen por haberla llevado y Sean termina golpeando a Josh cuando escucha a Carla diciendo que se había acostado con su hermana. Finalmente Josh y Molly le revelan la verdad a Max, Frida, Art, Sean y Doreen, y Josh le dice que Molly que está enamorado de ella, molesta por todo Molly lo golpea y lo deja brevemente inconsciente, cuando Josh se despierta le pide matrimonio a Molly y ella acepta.
Unos años después lamentablemente Max ya ha muerto, mientras que Josh y Molly están casados y viven en Chicago, Molly da a luz al primer hijo de la pareja y lo nombran Max Shiffman Mahoney, en honor al padre de Josh.

## Personajes

### Personajes principales
| Actor               | Personaje              | Ocupación                    | Notas                                |
| ------------------- | ---------------------- | ---------------------------- | ------------------------------------ |
| Shane McRae         | Josh Shiffman          | -                            | -                                    |
| Aubrey Dollar       | Molly Mahoney-Shiffman | -                            | -                                    |
| Daniel J. Travanti  | Max Shiffman           | Dueño de la Tienda de Marcos | padre de Josh, esposo de Frida       |
| Janet Ulrich Brooks | Frida Shiffman         | -                            | madre de Josh, esposa de Max         |
| Robert Belushi      | Sean Mahoney           | -                            | hijo de Doreen, hermano de Molly     |
| Rebecca Spence      | Carla Mahoney          | -                            | esposa de Sean, mejor amiga de Molly |
| Mary Jo Faraci      | Doreen Mahoney-Burke   | -                            | madre de Molly, esposa de Art        |
| Ron Dean            | Art Burke              | -                            | esposo de Doreen, padrastro de Molly |

### Personajes secundarios
| Actor                   | Personaje            | Ocupación               | Notas                                        |
| ----------------------- | -------------------- | ----------------------- | -------------------------------------------- |
| Heidi Johanningmeier    | Giselle Brousard     | -                       | amiga de Josh                                |
| Lily Spottiswoode       | Suzanne              | -                       | -                                            |
| Jen Lilley              | Larissa              | -                       | mejor amiga de Molly                         |
| Emily Graham-Handley    | Gwen                 | -                       | -                                            |
| Courtney Parks          | Alexis               | -                       | -                                            |
| Gabe Bowling            | Lance                | -                       | -                                            |
| William Baker           | Zach Mahoney         | Bebé                    | hijo de Sean y Carla                         |
| -                       | Max Shiffman Mahoney | Bebé                    | hijo de Josh y Molly                         |
| Matthew Trudeau         | -                    | Doctor                  | médico de Max, interés romántico de Giselle  |
| DuShon Monique Brown    | -                    | Enfermera               | -                                            |
| Alex Hugh Brown         | Ralph                | -                       | -                                            |
| Erica Unger             | Phyliss              | -                       | -                                            |
| Bryan Kelly             | Yankel               | -                       | primo de Josh                                |
| Sasha Gioppo            | Shannon              | -                       | -                                            |
| Laura Grey              | Angie                | -                       | -                                            |
| Roni Geva               | Iris                 | -                       | -                                            |
| Neal Groffman           | -                    | Doctor                  | médico de Molly                              |
| Ashley Lobo             | -                    | Enfermera               | enfermera de Molly                           |
| Howie Johnson           | "Big Mike"           | -                       | -                                            |
| Mindy Bell              | -                    | Coordinadora de Bodas   | coordinadora en la boda de Doreen y Art      |
| Patrick Andrews         | -                    | Mesero                  | mesero en la boda de Doreen y Art            |
| Bryan Edwards           | -                    | DJ                      | músico en la boda de Doreen y Art            |
| Don Kress               | -                    | -                       | padrino en la boda de Doreen y Art           |
| Joe DeBartolo           | -                    | -                       | invitado a la boda de Doreen y Art           |
| José María Mendiola     | -                    | -                       | invitado a la boda de Doreen y Art           |
| Katelyn Rasmussen       | -                    | -                       | invitada a la boda de Doreen y Art           |
| Lexi Scherr             | -                    | -                       | invitada a la boda de Doreen y Art           |
| Ericka Johnson          | -                    | -                       | prima de los Mahoney                         |
| Shannon Edwards         | -                    | -                       | familiar de los Mahoney                      |
| Cynthia Kaye McWilliams | Risa                 | -                       | mujer que coquetea con Josh en el aeropuerto |
| Danny Rhodes            | -                    | Vendedor                | vendedor de vestidos de novia                |
| Laura Harrison          | -                    | Vendedora               | vendedora de vestidos de novia               |
| Jet Eveleth             | -                    | Vendedora               | vendedora de vestidos de novia               |
| Peggy Roeder            | -                    | Asistente de Vuelo      | -                                            |
| Monte LaForti           | -                    | Camarero del Aeropuerto | -                                            |
| Larry Nazimek           | -                    | Piloto de la Aerolínea  | -                                            |
| Dode B. Levenson        | -                    | Pasajero Fisgón         | -                                            |
| Andrew Biesen           | -                    | Viajero del Aeropuerto  | -                                            |
| Roberta Chung           | -                    | Viajera del Aeropuerto  | -                                            |
| John Burgess            | -                    | -                       | empleado de la tienda de marcos (voz)        |
| Destiny Soria           | -                    | Gerente del Bar         | -                                            |
| Maya Torres             | -                    | -                       | mujer paseando perros                        |
| Winnie                  | -                    | -                       | mujer paseando perros                        |
| Sally Elting            | -                    | -                       | -                                            |
| Ross Bryant             | Mr. Gilliland        | -                       | -                                            |
| Josie                   | Urlacher             | -                       | -                                            |
| Woody Slaymaker         | Woody                | -                       | -                                            |
| Ben Kass                | Stavros              | -                       | -                                            |
| Brett Elam              | Nikkos               | -                       | -                                            |
| Nathaniel Banks         | -                    | Médico Supervisor       | -                                            |
| Thomas Kosik            | -                    | Doctor de Urgencias     | -                                            |
| Samuel Meadows          | -                    | Doctor                  | -                                            |
| Billy Dec               | -                    | Conserje                | empleado del hotel                           |
| Amy Shah                | -                    | Camarera                | empleada del hotel                           |
| Raquel Robles-Eschbach  | -                    | -                       | madre en el hotel                            |
| Isabella Congiusti      | -                    | -                       | niña en el hotel                             |
| Peyton Congiusti        | -                    | -                       | niña en el hotel                             |
| Benjamin Thompson       | -                    | Masajista               | empleado del spa                             |
| Joseph Malgioglio       | -                    | Masajista               | empleado del spa                             |
| Elaine Robinson         | -                    | Asistente               | empleado del spa                             |
| Denis Mulvihill         | -                    | -                       | comprador en la tienda                       |
| Erin Martin             | -                    | Cantante de Jazz        | -                                            |
| Janet Hale              | -                    | -                       | mujer irlandesa                              |
| Evelyn Alter            | -                    | -                       | mujer irlandesa                              |
| Steven Hugh Nelson      | -                    | -                       | miembro de la familia irlandesa              |
| Kimberly Whitehead      | -                    | -                       | ama de casa                                  |
| Grace McPhillips        | -                    | -                       | ama de casa                                  |
| Monika Belcik           | -                    | -                       | -                                            |

## Premios y nominaciones
La película recibió 43 premios y 51 nominaciones.

## Producción
La película fue dirigida por John Burgess y fue escrita por Dode B. Levenson.
Producida por John Burgess y Brett Henenberg, junto a los productores ejecutivos John y Carol Burgess, la cinematografía fue realizada por Tari Segal, la música estuvo a cargo de Cody Westheimer, mientras que la edición estuvo en manos de Ryan Koscielniak.
Filmada en Chicago, Illinois, Estados Unidos.
El 8 de noviembre del 2012 fue estrenada en el "Festival de Cine Independiente de California". El 25 de abril del 2013 fue estrenada durante el "Festival de Cine Internacional Newport Beach". El 9 de febrero del 2014 fue estrenada en el  "Festival de Cine San Diego Jewish", el 14 de noviembre del mismo año fue estrenada durante el "Festival de Cine Internacional St. Louis". El 6 de febrero del 2015 fue estrenada en forma limitada y el 14 de febrero del mismo año se estrenó por internet.
La película para la televisión fue distribuida por "Freestyle Releasing" y tuvo una duración de 1 hora con 45 minutos. 

### Emisión en otros países
| País        | Título                               | Fecha de Estreno                                 |
| ----------- | ------------------------------------ | ------------------------------------------------ |
| Alemania    | Verlobung Mit Hindernissen           | 31 de julio de 2014 (estreno en televisión)      |
| Brasil      | Noivos Por Acaso                     | -                                                |
| Canadá      | Non, je le veux! (título en francés) | -                                                |
| España      | Un Encuentro Prometedor              | -                                                |
| Francia     | Petit Mensonge Et Grand Mariage      | 22 de noviembre de 2013                          |
| Hungría     | Egy apró bökkenő                     | 18 de septiembre de 2013 (estreno en televisión) |
| Italia      | Amore per finta                      | -                                                |
| Reino Unido | -                                    | 14 de febrero de 2013                            |
| Rusia       | Помолвка понарошку                   | -                                                |
| Turquía     | Gönlümü Çaldin                       | 19 de julio de 2013                              |